# Phanerodon atripes
Espèce
Phanerodon atripes est une espèce de poissons téléostéens (Teleostei).